# Microgoniella xanthogramma
Microgoniella xanthogramma är en insektsart som beskrevs av Victor Antoine Signoret 1854. Microgoniella xanthogramma ingår i släktet Microgoniella och familjen dvärgstritar. Inga underarter finns listade i Catalogue of Life.